# Ямал (авиакомпания)

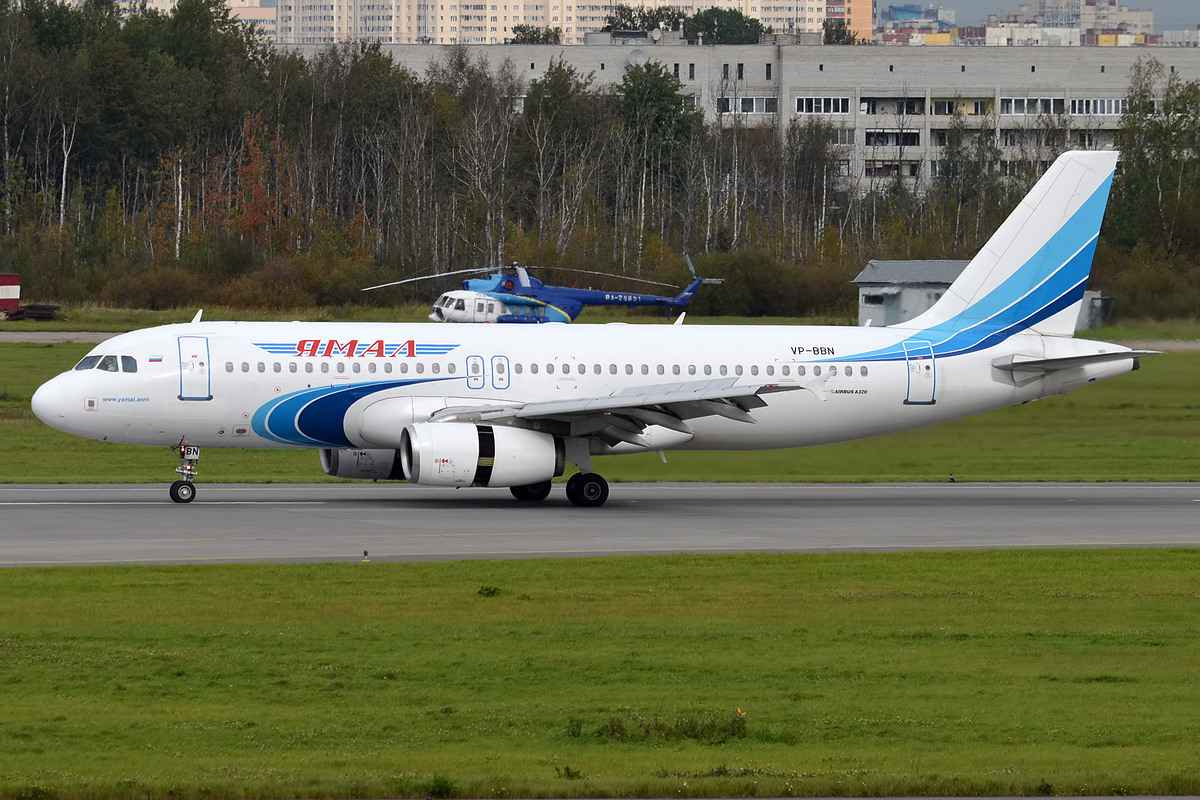
Airbus A320 а/к Ямал

Ямал (юридическое название АО «Авиационная транспортная компания „Ямал“») — российская авиакомпания, базирующаяся в аэропортах Салехард, Рощино (Тюмень) и Домодедово (Москва).
Штаб-квартира компании расположена в Салехарде. Основным собственником авиакомпании является Ямало-Ненецкий автономный округ, в лице департамента имущественных отношений ЯНАО – 97,6 % акций.

## История
Авиакомпания Ямал была основана 07 апреля 1997 года в Салехарде. Изначально авиакомпания начала осуществлять регулярные рейсы на самолетах ЯК-40.
В 1999 году Ямал вышел на международные направления.
В 2010 году авиакомпания начала использовать в перелётах самолёты иностранного производства — Boeing 737-400.
В 2011 году авиакомпания Ямал обновила свой флот, закупив самолёты моделей Airbus A320 и Bombardier CRJ200.
В 2013 году авиакомпания Ямал прошла сертификацию IATA (IOSA).
В 2014 году на церемонии Крылья России авиакомпания Ямал награждена следующими дипломами:
- лучшая авиакомпания года – пассажирский перевозчик на внутренних авиалиниях;
- лучший пассажирский перевозчик на региональных маршрутах;
- авиакомпания года — оператор вертолетных работ.

В 2021 году пассажиропоток авиакомпании составил 1 млн 260 тысяч человек. В 2022 году авиакомпания перевезла миллион пассажиров уже к ноябрю.
В 2024 году Авиакомпания «Ямал» начала эксплуатацию ангарного комплекса для техобслуживания самолетов в тюменском аэропорту «Рощино». Общая площадь ангарных помещений составляет 18,8 тыс. кв. м, из них секция для техобслуживания занимает площадь 6,7 тыс. кв. м, а производственные помещения — почти на 3 тыс. кв. м.

## Флот
По состоянию на июнь 2023 года размер флота авиакомпании — 29 самолётов:
Ранее авиакомпания также эксплуатировала самолеты типов: Ан-24, Ан-26, Ту-154Б-2/М (до 2008), Ту-134 (до 2012), Як-40 (до 2012), Ан-74, с 2007 по 2018 также эксплуатировались самолеты семейства Boeing 737.

## Авиационные происшествия
С воздушными судами авиакомпании «Ямал» не происходило авиапроисшествий, приведших к потере воздушных судов, гибели пассажиров или членов экипажа.
| Дата       | Бортовой номер | Место проишествия | Жертвы | Краткое описание |
| ---------- | -------------- | ----------------- | ------ | --- |
| 29.10.2019 |                | Новый Уренгой     | 0/77   | Летевший из Москвы самолет авиакомпании «Ямал» столкнулся с птицей при посадке в Новом Уренгое. В результате происшествия никто не пострадал. Тем не менее в пресс-службе «Ямала» отметили, что самолет отстранили от дальнейших полетов из-за повреждения носового обтекателя метеолокатора.                                                                   |
| 14.01.2021 |                | Санкт-Петербург   | 0/116  | После взлета на воздушном судне произошел отказ пилотажно-навигационного комплекса с потерей информации о показаниях скорости, отключением автопилота, автомата тяги и переходом самолета в аварийный режим управления |
| 18.08.2023 |                | Бованенко         | 0/144  | Самолет А-320 авиакомпании «Ямал» во время взлета столкнулся со стаей гусей. Как сообщили в пресс-службе Уральской транспортной прокуратуры, судно отстранено от полетов из-за повреждения лопаток одного из двигателей. |
| 02.12.2023 |                | Тюмень            | 0/75   | В ведомстве заявили, что изменение маршрута было связано с технической причиной, однако не уточнили ее характер. |
| 15.01.2024 | RA-67135       | Новосибирск       | 0/48   | Совершил вынужденную посадку в новосибирском аэропорту Толмачево из-за технической неисправности. |
| 17.01.2024 |                | Санкт-Петербург   | 0/77   | Летевший в Петербург самолет авиакомпании «Ямал» столкнулся с птицей при посадке. Специалисты осмотрели самолет и обнаружили следы попадания птицы. Она врезалась в верхнюю часть фюзеляжа в районе кабины пилотов. В результате происшествия повреждения воздушного судна не произошло.                                                                        |
| 22.05.2024 | RA-89081       | Тюмень            | 0/58   | Самолет авиакомпании «Ямал», следовавший из Уфы в Новый Уренгой, совершил экстренную посадку в тюменском аэропорту Рощино. При выполнении регулярного рейса сообщением Уфа - Новый Уренгой пилоты доложили об отказе автоматики. В целях безопасности было принято решение следовать на запасной аэродром в Тюмени, где затем самолет благополучно приземлился. |